# UCLouvain FUCaM Mons
 (septembre 2022).
Ne doit pas être confondu avec Université de Mons.
L'UCLouvain FUCaM Mons (anciennement UCL Mons) est une implantation de l'Université catholique de Louvain à Mons, fondée en 1896. Jusqu'en 2011, il s'agissait d'une université indépendante dénommée Facultés universitaires catholiques de Mons, ou FUCaM.
À l'UCLouvain FUCaM Mons, la Faculté des sciences économiques, sociales, politiques et de communication et la Louvain School of Management proposent une formation dans les domaines suivants :
- Sciences de gestion ;
- Ingéniorat de gestion ;
- Sciences politiques ;
- Sciences humaines et sociales ;
- Information et communication ;
- Administration publique.

La Faculté de théologie de l'UCLouvain organise de surcroît un Certificat d'université de didactique de l’enseignement religieux à Mons.

## Historique
Cette section ne s'appuie pas, ou pas assez, sur des sources secondaires ou tertiaires indépendantes du sujet.

Pour l'améliorer, ajoutez-en, ou placez des modèles {{Source secondaire souhaitée}} ou {{Source secondaire nécessaire}} sur les passages mal sourcés. (janvier 2024)

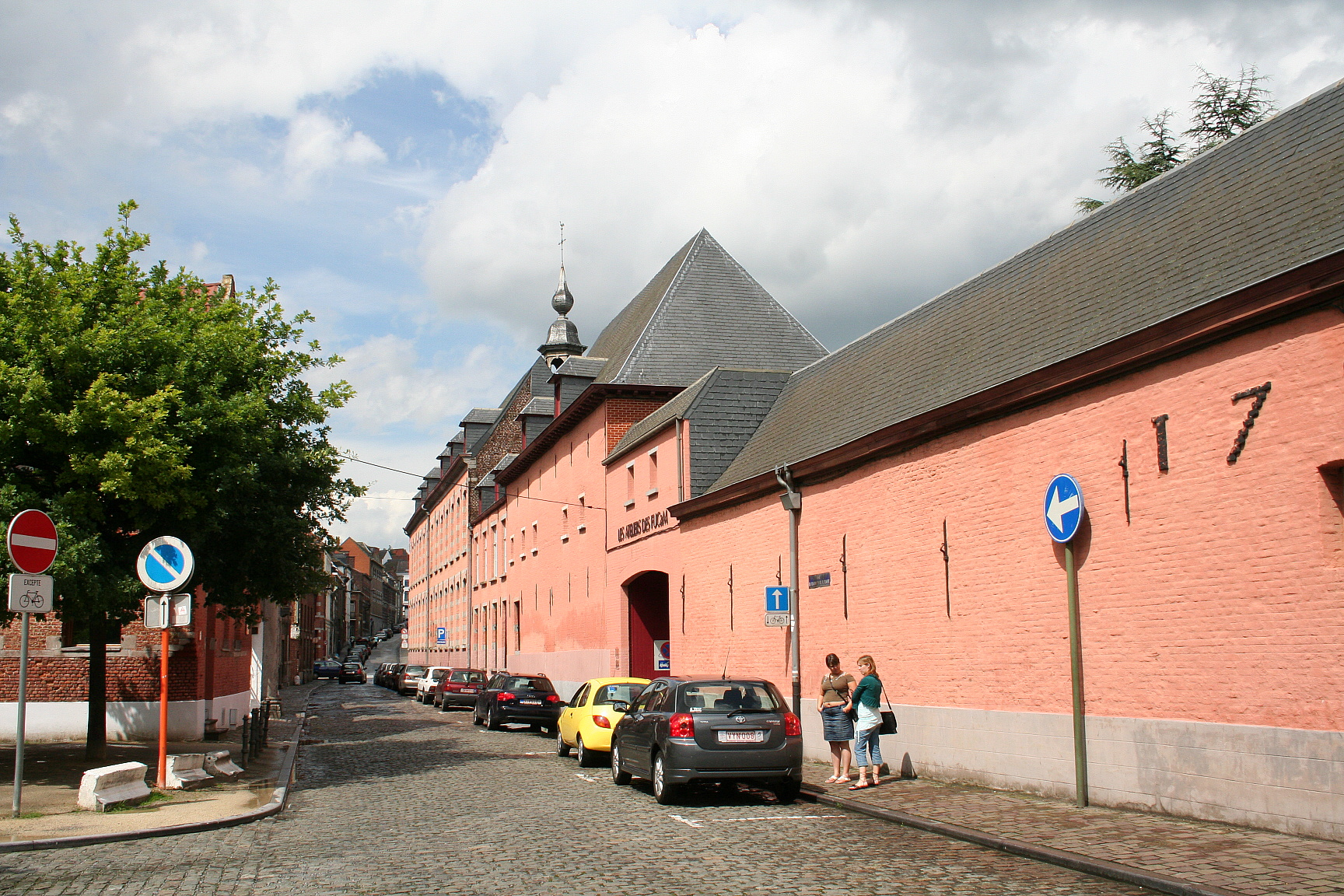
Mons, Ateliers des FUCaM

L'École supérieure commerciale et consulaire est fondée en 1896 à La Louvière, à l'Institut Saint-Joseph, par la chanoine Wautier (premier directeur), avec l'appui d'un groupe d'industriels catholiques et du baron du Sart de Bouland, gouverneur de la province du Hainaut. Le programme initial propose aux étudiants de suivre la première année à l'École, avant de poursuivre leurs études à Leipzig ou Bonn en deuxième année et à Londres en troisième année. Dans le programme des cours, on lit déjà : « Nous avons à développer dans la jeunesse qui se destine au commerce l'esprit d'initiative ; à lancer cette jeunesse au milieu des peuples commerçants pour lui donner l'usage des langues. » Ce projet ambitieux ne pourra cependant pas être maintenu, et l'essentiel de la scolarité se déroulera dès lors en Belgique. L'École, vite à l'étroit dans ses locaux, est transférée en 1899 à Mons dans l'Hôtel de la Couronne sur la Grand-Place.
La constance dans l'excellence de l'enseignement est ensuite officialisée par une série de mesures, dont la dernière, en 1965 (loi d'expansion universitaire), donne à l'institut supérieur le statut universitaire. Les Facultés universitaires catholiques de Mons (FUCaM) sont nées, elles vont progressivement étoffer leur enseignement. À l'ingéniorat commercial, s'ajoutent les sciences économiques appliquées en 1965, les sciences politiques en 1971, la formation en horaire décalé dès 1975 et les bacheliers en sciences humaines et sociales en 2004.
À partir de 1977, les FUCaM abritent l'Institut des hautes études des communications sociales (IHECS), déménagé depuis les Instituts Saint-Luc de Tournai. En 1990, l'IHECS déménage à Bruxelles.
En 1991, élargissant le cercle de leurs compétences aux cadres et dirigeants, les FUCaM inaugurent leurs Ateliers, centre de collaboration entre l'université et les entreprises.
Le 29 juin 2004, les FUCaM font partie de l'Académie Louvain, le réseau des universités catholiques francophones de Belgique. Après presque trois ans de collaboration active dans ce réseau, les recteurs des quatre universités catholiques, les FUCaM, les FUNDP, les FUSL et l'UCL, décident, le 12 mars 2007, d'entamer des négociations en vue de la fusion, à moyen terme, des quatre établissements en une seule université, qui aurait dû s’appeler sur tous les sites « Université catholique de Louvain ».
En 2011, à la suite de l'échec des négociations pour la fusion UCL-FUCaM-FUNDP-FUSL, l'UCL et les FUCaM décident de fusionner. Cette fusion est effective à partir de septembre 2011 et les Facultés universitaires catholiques de Mons deviennent UCL Mons. Les cours sont dispensés au sein de deux facultés : d'un côté, la Faculté des sciences économiques, sociales, politiques et de communication et, de l'autre, la Louvain School of Management.

## Direction
Le titre porté à l'origine est directeur, et devient recteur en 1956.
- 1896-1900 : chanoine A. Wautier
- 1900-1900 : abbé F. Van Caenegem
- 1910-1929 : abbé G. Verstrepen
- 1929-1967 : abbé Venant Daubin
- 1967-1976 : Louis Duquesne Watelet de la Vinelle
- 1976-1977 : Michel Beuthe
- 1977-1981 : Jacques Drousie
- 1981-1995 : Jean Lhoas
- 1995-2000 : Franz Jomaux
- 2000-2010 : Christian Delporte
- 2010-2011 : Bart Jourquin
- À partir de 2011 : voir les recteurs de l'UCLouvain